# Lepidophyma sylvaticum
Espèce
Statut de conservation UICN

 LC  : Préoccupation mineure
Lepidophyma sylvaticum est une espèce de sauriens de la famille des Xantusiidae.

## Répartition
Cette espèce est endémique du Mexique. Elle se rencontre dans les États de Puebla, du Nuevo León, d'Hidalgo, du Tamaulipas et du Querétaro.

## Publication originale
- Taylor, 1939 : A new species of the lizard genus Lepidophyma from Mexico. Copeia, vol. 1939, n. 3, p. 131-133.